# Костенєво (Нижньогородська область)
Костенєво (рос. Костенево) — селище в Балахнинському районі Нижньогородської області Російської Федерації.
Населення становить 193 особи. Входить до складу муніципального утворення робітниче селище Велике Козино.

## Історія
Від 2009 року входить до складу муніципального утворення робітниче селище Велике Козино.

## Населення
| 2002 | 2010 |
| ---- | ---- |
| 199  | ↘193 |